# Bellator 49
 Bellator XLIX  foi um evento de artes marciais mistas organizado pelo Bellator Fighting Championships, ocorrido em 10 de setembro de 2011 no Caesars Atlantic City em Atlantic City, New Jersey. O card foi a estréia da Quinta Temporada e foi transmitido ao vivo na MTV2.

## Background
O evento contou com o primeiro round do Torneio de oito lutadores de Meio Médios.
Rick Hawn era esperado para enfrentar Ben Saunders nesse evento porém Hawn foi forçado a se retirar da luta devido a uma lesão no joelho. Hawn foi substituído pelo estreante no Bellator Chris Cisneros.
O competidor do The Ultimate Fighter 12, Andy Main, era esperado para enfrentar Kenny Foster no card preliminar desse evento. Porém, após uma lesão desconhecida, Main foi obrigado a se retirar da luta.
Em 6 de Setembro de 2011, foi anunciado que o card preliminar da Quinta Temporada do Bellator seriam transmitidas na Spike.com, começando a partir desse evento.
O evento acumulou aproximadamente 235,000 telespectadores na MTV2.